# GAP (logiciel de calcul formel)
Pour les articles homonymes, voir GAP.
GAP (abréviation de groups, algorithms, programming) est un logiciel libre, pour l'algorithmique algébrique. Il possède une bibliothèque très riche, notamment pour la théorie des nombres, la combinatoire, le calcul sur les groupes finis, les polynômes, mots, automates, graphes et codes. Il est disponible sous Windows et les systèmes de type UNIX (dont Linux et Mac OS X). La version pour Mac OS 9 n'est plus fournie depuis GAP 4.5.
Le langage a une syntaxe assez proche du logiciel Maple. GAP est également intégré aux logiciels SageMath et Wims.

## Historique
La première version publiée, GAP 2.4, remonte à 1988,. Toutefois, Joachim Neubüser (de) et ses étudiants de l'université d'Aix-la-Chapelle ont commencé à travailler dessus dès 1986. Le projet a débuté comme projet de fin d'études pour quatre étudiants : Johannes Meier, Alice Niemeyer, Werner Nickel et Martin Schönert.
L'interpréteur est sous licence GPL, les paquets de la bibliothèque peuvent être sous d'autres licences.
GAP a d'abord été développé à l'université d'Aix-la-Chapelle (Allemagne) de 1986 à 1997. Puis jusqu'en 2005 le développement a été réalisé à l'université de St Andrews (Royaume-Uni). Depuis 2005, il est réalisé en partenariat par quatre centres : les deux précédents, ainsi que l'université du Colorado à Fort Collins (États-Unis) et l'université de Brunswick (Allemagne).
En 2008, GAP a reçu de l'ACM/SIGSAM le Richard Dimick Jenks Memorial Prize for Excellence in Software Engineering applied to Computer Algebra,.